# Маргарет Спеллінгс
Ма́ргарет Спе́ллінгс (англ. Margaret Spellings; нар. 30 листопада 1957) — політична діячка США українського походження, помічниця президента з питань внутрішньої політики, міністр освіти в Адміністрації Президента США Джорджа Буша-молодшого.

## Біографія
Народилася 30 листопада 1957 року в місті Енн-Арбор (штат Мічиган). Походить з родини українських емігрантів Дудар. Коли вона була в третьому класі, сім'я переїхала до м. Х'юстон, штат Техас. 1975 року Спеллінгс закінчила середню школу. 1979 року здобула ступінь бакалавра в галузі політичних наук в Університеті Х'юстона і працювала в комісії з питань реформи системи освіти при губернаторі Техасу Вільямі П. Клементсі, а також як виконавчий директор асоціації шкільних рад Техасу.
До свого призначення в Адміністрацію Президента Джорджа Буша-молодшого Спеллінгс була політичним директором у першій губернаторській кампанії Буша 1994 року, а пізніше стала старшим радником під час його перебування на посаді губернатора штату Техас з 1995 до 2000 року.
У листопаді 2004 року Спеллінгс отримала призначення на посаду міністра освіти, підтверджене Сенатом США 2005 року, на початку другого президентського терміну Буша, та згодом приведена до присяги. Вона стала другою жінкою-міністром з питань освіти в історії США. Спеллінгс була одним із головних прихильників закону 2001 року «No Child Left Behind», спрямованого на реформування початкової та середньої освіти. 2005 року вона скликала Комісію з питань розвитку вищої освіти, яка мала за мету впровадження реформи у випускних класах середньої школи. Спеллінгс націлила роботу Комісії як природного продовження реформ у вищій освіті, що проводяться згідно із законом.
Після звільнення 2009 року з посади міністра Спеллінгс заснувала консалтингову фірму у сфері освіти «Маргарет Спеллінгс & Компанія» у Вашингтоні, крім того, вона працює старшим консультантом у Бостонській консалтинговій групі.